# Świerczów (Piotrków Trybunalski)
Świerczów – dawna wieś, od 1953 w granicach miasta Piotrków Trybunalski. Leży we wschodniej części miasta, wzdłuż ulicy Świerczów.

## Historia
Dawniej samodzielna wieś, od 1867 w gminie Uszczyn w powiecie piotrkowskim w guberni piotrkowskiej Od 1919 w woj. łódzkim. Tam 19 października 1933 utworzono gromadę o nazwie Zalesice w gminie Uszczyn, składającej się ze wsi Zalesice, wsi Świerczów i osady młynarskiej Świerczów. 15 grudnia 1937 z gromady Zalesice wyłączono wieś i osadę młynarską Świerczów, tworząc w nich odrębną gromadę Świerczów w granicach gminy Uszczyn.
Podczas II wojny światowej Świerczów włączono do Generalnego Gubernatorstwa (dystrykt radomski, powiat Petrikau), nadal w gminie Uszczyn. W 1943 roku liczba mieszkańców wynosiła 89.
Po wojnie ponownie w województwie łódzkim i powiecie piotrkowskim, jako jedna z 13 gromad gminy Uszczyn. 
12 września 1953 Świerczów wyłączono z gminy Uszczyn, włączając go do Piotrkowa Trybunalskiego.